# Androïde (film)
Pour plus de détails, voir Fiche technique et Distribution.
Androïde est un film américain réalisé par Aaron Lipstadt, sorti en 1982.

## Synopsis
L'action se passe dans une base spatiale où le Dr Daniel travaille à la réalisation d'un nouvel androïde. Il s'agit d'un androïde féminin qu'il a nommé Cassandra.
Le scientifique a l'intention d'éliminer son assistant Max — un autre androïde —, une fois que le projet « Cassandra » sera finalisé.
Le thème du film est en quelque sorte l'« humanisation » de l'androïde Max qui, petit à petit, s'affranchit de son créateur, après avoir appris par hasard que celui-ci souhaitait le supprimer, et après avoir rencontré une femme, Maggie, membre d'un trio de fugitifs hors-la-loi venus se réfugier dans la station spatiale.
Un des trois fugitifs ayant assassiné ses deux complices, le Dr Daniel reprogramme Max afin qu'il puisse tuer le hors-la-loi survivant. Désinhibé par cette nouvelle programmation, Max tue le Dr Daniel — qui s'avère être lui-même un androïde. Puis, Cassandra reprogramme Max afin que celui-ci redevienne comme avant. Partie à la poursuite des hors-la-loi, la police prend d'assaut la base spatiale. Elle n'y trouve que deux « survivants » : Max et Cassandra. Le premier a usurpé l'identité du Dr Daniel et la seconde se fait passer pour son assistante : tous deux pourront aller sur Terre où les androïdes sont normalement interdits.

## Fiche technique
- Titre français : Androïde
- Titre original : Androïd
- Réalisation : Aaron Lipstadt
- Scénario : James Reigle & Don Keith Opper (en) basé sur une idée originale de Will Reigle
- Musique : Don Preston
- Photographie : Tim Suhrstedt (en)
- Montage : Andy Horvitch
- Production : Mary Ann Fisher
- Société de production et de distribution : New World Pictures
- Pays :  États-Unis
- Langue : Anglais
- Format : Couleur - Mono - 35 mm - 1.85:1
- Genre : Science-fiction
- Durée : 77 min

## Distribution
- Don Keith Opper (en) : Max 404
- Klaus Kinski (VF : Marc de Georgi) : Dr. Daniel
- Brie Howard : Margaret 'Maggie' Kallisti
- Norbert Weisser : Gunther Keller
- Crofton Hardester : Orlando Mendes
- Kendra Kirchner : Cassandra

## Commentaires
- Il s'agit du premier film de Don Keith Opper, en tant qu'acteur et scénariste.
- James Cameron apparaît au générique comme consultant en design.
- À deux reprises, Max regarde de vieux films américains en noir et blanc, et dans les deux cas, l'extrait est en rapport avec l'action en cours. Le premier extrait (du film Metropolis) souligne que le Dr. Daniel a besoin d'une femme pour donner vie à Cassandra, et le second (du film La vie est belle) anticipe une scène où Max et Maggie s'embrassent.
- Dans sa version originale, le film contient deux mots en français : « Et voilà. »
- Le film a été tourné en quatre semaines.
- Le générique de début ainsi que celui de la fin mentionnent Max 404 comme un interprète réel, puisque ce dernier est crédité dans son propre rôle... Dans le générique final, Ornette Caruso est créditée comme ayant effectué la maintenance de Max 404 (!) et Sean Foley, comme ayant développé le logiciel de l'androïde...
- Le film comporte de nombreuses fautes de tournage — parmi lesquelles, des micros dans le champ de la caméra. Le budget était très limité (environ 500 000 $), ce qui se voit notamment dans les effets spéciaux (combats à l’aide de pistolets laser, destruction d'un vaisseau spatial de police...)